# Coaching
Coaching is de vorm van begeleiding die erop gericht is mensen in positieve zin te veranderen, uitgaande van gezonde mensen en een geloof in de veranderingsmogelijkheden die liggen besloten in de blijvende wisselwerking tussen inzicht en gedrag. Genezing is nadrukkelijk niet het doel en ziekte niet het uitgangspunt. Coaching is geworteld in de positieve psychologie en moet niet verward worden met counseling of therapie, begeleidingsvormen die erop gericht zijn mentale blokkades of psychische stagnatie te verhelpen. Mentoraat en training zijn verwante begrippen, maar geen synoniemen. 
Inzicht, zoals hiervoor genoemd, is een vorm van leren waarbinnen de gecoachte door het synthetiseren van eigen kennis, zo nodig aangevuld met kennis van de coach, bekwamer wordt in het bereiken van gestelde doelen. Inzicht is een vorm van leren die vrijwel direct automatiseert.

## Historie

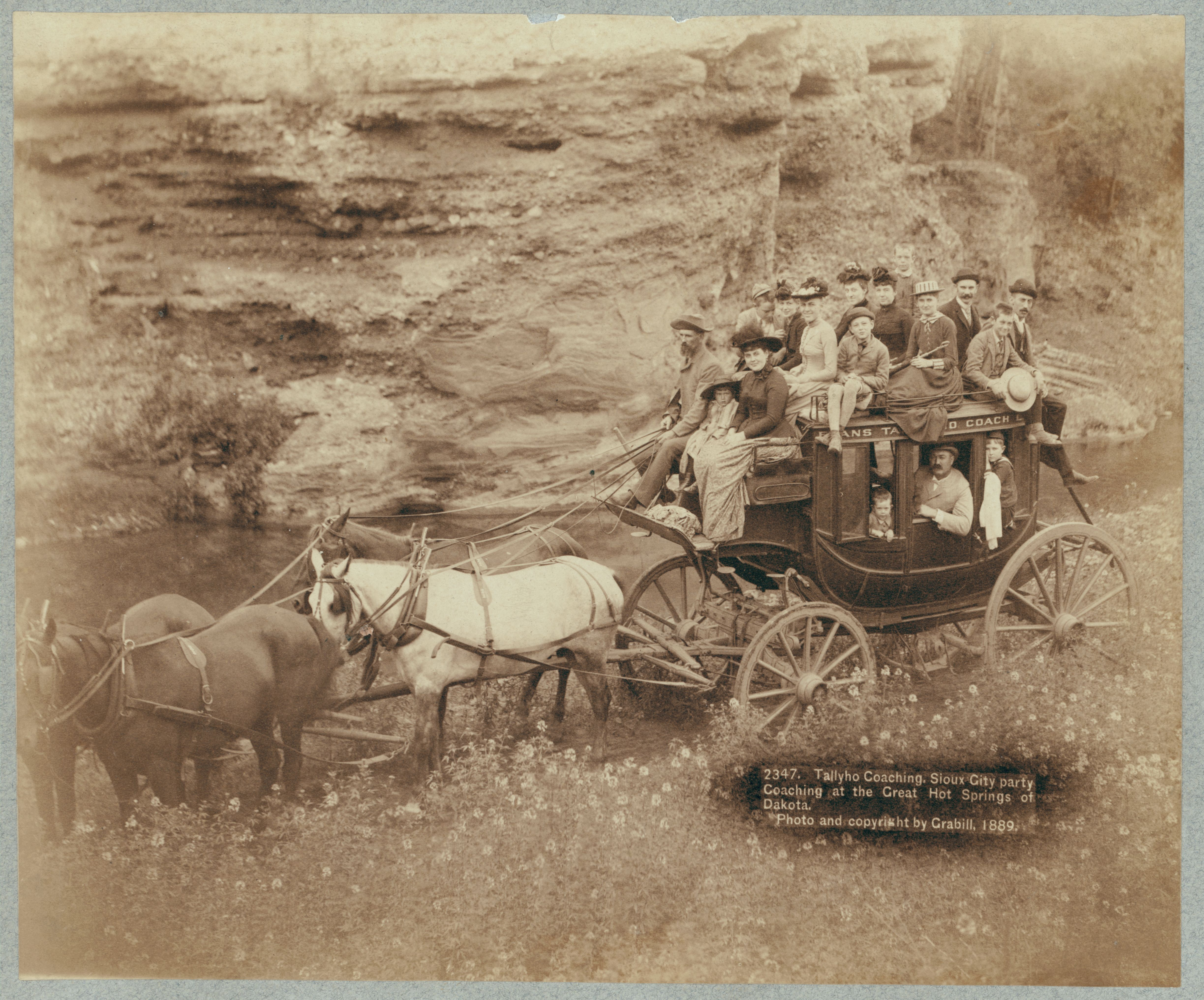
Tallyho Coaching (1889)

De term komt uit het Frans (coche). Coach is het Franse en later (rond 1500) Engelse woord voor een wagen om mensen te transporteren van de ene naar de andere plaats. Het besturen van een koets werd coaching genoemd. De bron van het werkwoord 'to coach' is echter het vervoeren van een gewaardeerd, of waardevol persoon van waar hij was naar waar hij wil zijn. Rond 1840 werd het woord coach voor het eerst gebruikt bij de universiteit van Oxford Engeland, om een privéleraar aan te duiden die studenten voorbereidde op een tentamen. In 1889 wordt de term voor het eerst genoemd in de sportwereld om iemand die een roeiteam begeleidde aan te duiden. In de jaren 80 van de 20e eeuw werd het woord coaching geïntroduceerd in het zakelijke spraakgebruik. In 1988 was coaching ingeburgerd. Het Amerikaanse Forbes verscheen toen met een artikel over Coaching genaamd: Sigmund Freud ontmoet Henry Ford.

## Kenmerken
Coaching is een vorm van persoonlijke begeleiding op basis van een gelijkwaardige een-op-een-relatie. De gecoachte leert, de coach ondersteunt en begeleidt dit leerproces. Binnen het coachingstraject worden de doelen vooraf bepaald en soms vastgelegd in een coachingsovereenkomst. De doelen kunnen gaandeweg gewijzigd worden omdat de hulpvraag of het doel in het begin niet altijd duidelijk is. Het doel van coaching is het vergroten van de persoonlijke effectiviteit en professionele bekwaamheid van de gecoachte. Coaching van groepen is ook mogelijk. De coach zoekt dan naar collectieve patronen in gedrag en denken in de groep.
Kenmerkend van een coachingstraject is dat de coach het beste door de gecoachte zelf kan worden uitgezocht. Coaching is een vrij intiem proces waarbij de gecoachte vrijuit moet kunnen praten. Er moet dus een vertrouwensband en een klik ontstaan. In het coachingstraject is de coach degene die het leerproces begeleidt en monitort en de cliënt wordt 'gecoacht'. De cliënt bepaalt het doel: de coach stelt vragen, geeft adviezen en voegt waar nodig kennis toe. De cliënt blijft zelf verantwoordelijk voor zijn of haar beslissingen. Het is belangrijk dat een coach de gecoachte niet of hooguit minimaal stuurt. In een coachingsgesprek stelt de coach open vragen waarmee de conversatie wordt bevordert en de gecoachte zelf reflecteert, aan het denken wordt gezet en eventueel conclusies trekt. De coach (ver)oordeelt niet. Sturing door de coach is echter wel nodig wanneer gedragsverandering cruciaal is. Bijvoorbeeld wanneer de gecoachte destructief gedrag vertoont of van het criminele pad gehouden moet worden. In dat geval zal de coach niet alleen op het positieve moeten inzetten maar ook moeten wijzen op de gevolgen wanneer dit gedrag niet verandert.
Bij gedragsverandering wordt vaak de vergelijking gemaakt met een ijsberg. Alleen het gedrag, de vaardigheden en de kennis (de top van de ijsberg) zijn zichtbaar maar de motieven, wensen, angsten, overtuigingen en normen en waarden (het deel onder water) blijft onzichtbaar voor de omgeving en deels ook voor de gecoachte. De coach kan samen met de gecoachte deze drijfveren onderzoeken. Een andere term zijn de oude bekenden. Dit zijn gedragingen, keuzes, patronen of gedachten die, ondanks dat ze zijn afgeleerd, vroeg of laat toch weer opduiken. Aangeleerd gedrag uit het verleden voelt vertrouwd, ook wanneer dit negatief of zelfs destructief is en mensen hebben de neiging om hier dan toch weer op terug te vallen. Met namen in moeilijke situaties duiken de oude bekenden toch weer op. Voor de gecoachte is het nuttig om deze oude bekenden te identificeren, te leren herkennen en een manier te vinden om deze te overwinnen.
Coaching kan inhoudelijk zijn of meer procesmatig. Bij inhoudelijke coaching is de coach iemand die een bepaald traject al heeft doorlopen en die iemand anders daarin adviseert. Als voorbeeld kan de ex-toptennisser genoemd worden die de beginnende (top)tennisser adviseert over techniek en tactiek van het tennisspel. Een coach speelt een belangrijke rol bij onzekerheidsreductie en wegnemen van faalangst.
Bij de procesmatige coach moet er meer gedacht worden aan een mental coach die adviseert hoe er omgegaan moet worden met verliezen, met intimiderende tegenstanders, met de pers en die denkt aan een juiste balans tussen leven en werken. Iemand die van een afstand en met minder belangen en daardoor rustiger meedenkt met de cliënt. 
Coaching kan een belangrijke preventieve werking hebben voor psychische klachten als depressie, burn-out of bore-out. Stagnatie in bekwaamheid en verdere ontwikkeling, worden immers als belangrijke bronnen van oorsprong van deze klachten beschouwd.

## Vormen
Er zijn veel vormen van begeleiding die elementen van coaching in zich hebben. Hieronder volgt een onvolledige opsomming.
- Loopbaancoaching: heeft betrekking op de mate waarin een werknemer diens baan nog passend vindt. Een loopbaancoach helpt een medewerker inzicht te krijgen in zijn waarden, interesses en mogelijkheden. Hij verbindt deze – samen met de medewerker – aan een bestaande of toekomstige functie. Loopbaancoaching sluit aan bij competentiemanagement en de competentieontwikkeling en kan ook worden ingezet binnen het personeelsbeleid van een organisatie.
- Mindfulness coaching: vergroot bewustzijn en acceptatie en verkleint de impact van emoties en gedachtenpatronen. De coach begeleidt de gecoachte in het richten van aandacht op dat wat er op dat moment is. Effectief wanneer de gecoachte met emoties en terugkerende gedachtenpatronen zit.
- Coaching als managementstijl: coachend leidinggeven kan het commitment bij medewerkers verhogen. Met een coachende stijl van leidinggeven zorgt de manager ervoor dat medewerkers zich betrokken voelen bij hun werk en de organisatie. Medewerkers voelen zich verantwoordelijk voor een product of proces. Ze kunnen zichzelf motiveren, zowel individueel of als team. De leidinggevende is geen baas maar een coach van een team. Het team is zelf verantwoordelijk voor de te behalen resultaten – althans voor het hoe.
- Provocatieve coaching: gaat ervan uit dat je de ezel aan zijn staart moet trekken als je hem vooruit wilt helpen, dat lachen over je problemen een prima medicijn is, dat zijwegen naar de kern leiden en dat mensen veerkrachtiger zijn dan je denkt. Het wordt hierdoor moeilijker voor de cliënt om zijn belemmerende overtuigingen en zijn negatieve zelfbeeld nog serieus te nemen. Door zich assertief tegen de coach te verdedigen leert de cliënt voor zichzelf op te komen, zichzelf realistischer te bekijken en genegenheid en waardering te uiten.
- Psychosynthese coaching: activeert de scheppende vermogens, die de cliënt de moed geven om het bestaan met nieuw elan voort te zetten. Kan gericht zijn op persoonlijke ontwikkeling en bewustwording, professionele ontwikkeling of op bezieling in leven en werk.
- Biografische coaching: omvat, naast het klassieke levenslooponderzoek, vele creatieve, reflectieve werkvormen, waarbij gebruik wordt gemaakt van verschillende expressievormen, zoals schrijven, tekenen, schilderen of vertellen (story-telling).